# Guichainville
Guichainville es una comuna francesa situada en el departamento de Eure, en la región de Normandía. Tiene una población estimada, en 2020, de 3017 habitantes.

## Demografía
| 252 | 207 | 278 | 281 | 420 | 438 | 462 | 458 | 429 | 477 | 450 | 462 | 423 | 397 | 368 | 375 | 385 | 377 | 356 | 353 | 338 | 303 | 366 | 369 | 357 | 450 | 518 | 522 | 693 | 1119 | 1388 | 2220 | 2486 | 3017 |
| Para los censos de 1962 a 1999 la población legal corresponde a la población sin duplicidades (Fuente: INSEE [Consultar]) |     |     |     |     |     |     |     |     |     |     |     |     |     |     |     |     |     |     |     |     |     |     |     |     |     |     |     |     |      |      |      |      |      |

## Historia
Absorbió en 1808 a Berou y Melleville.

## Economía
En la localidad se encuentra el centro comercial Carrefour Évreux, con una superficie de 35.000 m² y una oferta comercial de 70 tiendas y restaurantes.

## Administración

### Alcaldes
- 1792 – 1794 : Léger ESCHARD
- 1794 – 1800 : Gilles JAMET
- 1800 – 1808 : Jean MARAIS
- 1808 – 1830 : Alexandre MATHIS
- 1830 – 1837 : Jacques LAURENT
- 1837 – 1848 : Pierre LEROY
- 1848 – 1852 : Nicolas BONNEVILLE
- 1852 – 1878 : Toussaint BUISSON
- 1878 – 1882 : Ludovic PLAISANCE
- 1882 – 1888 : Joseph DUVAL
- 1888 – 1892 : Ludovic PLAISANCE
- 1892 – 1907 : Eugène DELAVAL
- 1907 – 1929 : Alfred LAMBERT
- 1929 – 1937 : Georges BEAUCOUSIN
- 1937 – 1941 : Robert ALLAIRE
- 1941 – 1944 : Ovide RENOULT
- 1944 – 1965 : Pierre ALLAIRE
- 1965 – 1987 : Vincent CAROF
- 1986 – 2016 : François BIBES
- 2017 – 2026 : Hélène LE GOFF

### Entidades intercomunales
Guichainville está integrada en la mancomunidad Évreux Portes de Normandie.